# نايجل برستون
نايجل برستون (بالإنجليزية: Nigel Preston)‏ هو طبال بريطاني، ولد في 4 أبريل 1959 في برمنغهام في المملكة المتحدة، وتوفي في 1 أبريل 1992 في لندن في المملكة المتحدة.